# Autassassinofilia

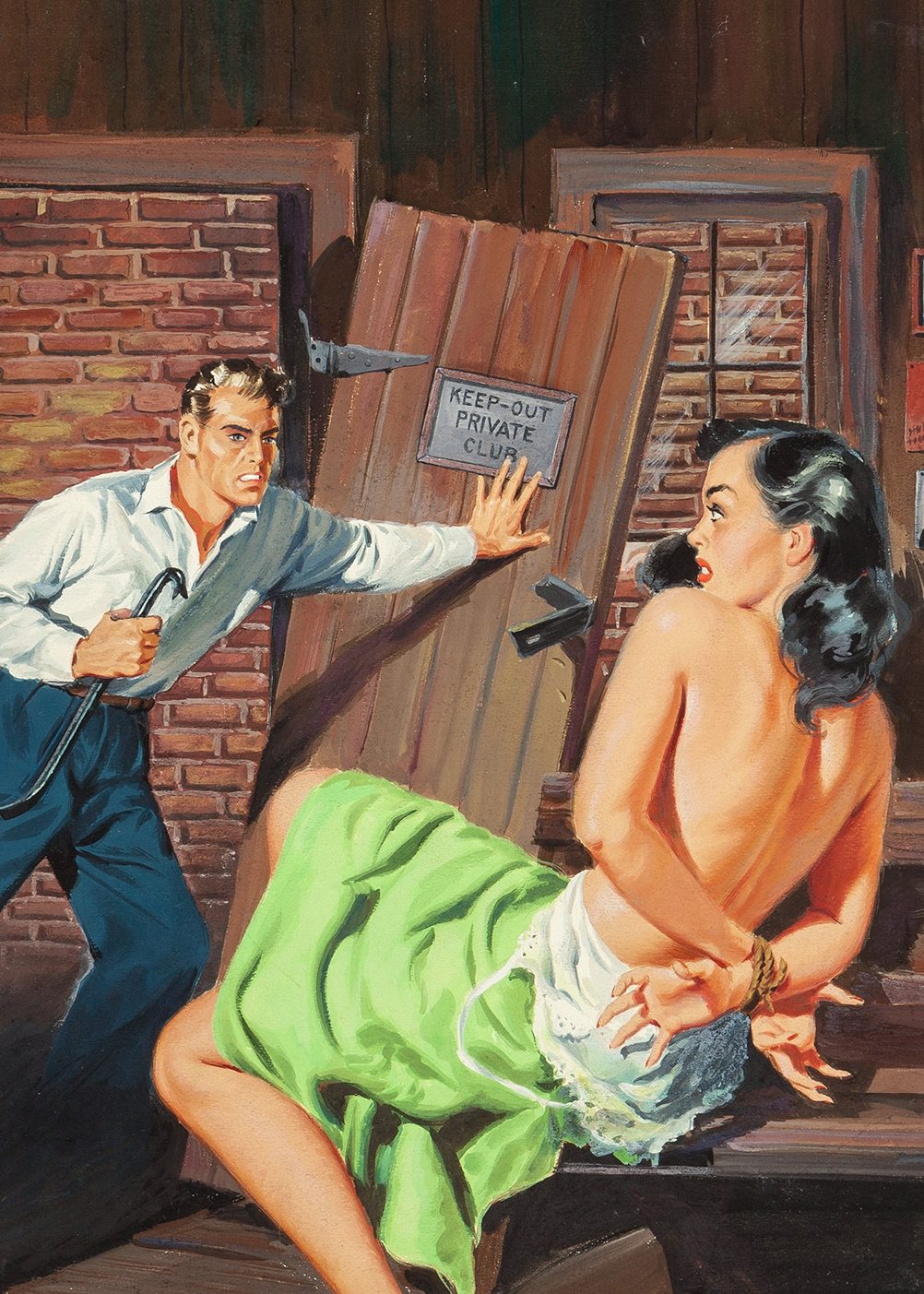
Copertina del romanzo porno-soft di Joe Weiss Gang Girl (Universal, 1957), che mostra una situazione di autassassinofilia.

L'autassassinofilia (termine composto dal greco αὐτός, pronuncia: autòs, "stesso, di sé, da sé", dall'inglese assassination, "assassinio", e ancora dal greco φιλία, pronuncia: filìa, "amore" o "desiderio"; quindi, letteralmente, "desiderio dell'assassinio di sé") è una parafilia di tipo masochista (sacrificale o espiatorio) nella quale un individuo prova una certa eccitazione sessuale (talora fino al raggiungimento dell'orgasmo) perché corre il rischio di essere ucciso o perché si trova comunque in una situazione di grave pericolo (annegamento, asfissia ecc.). Purtroppo non è infrequente la possibilità che questa perversione sessuale conduca effettivamente alla morte di chi la pratica.
Non è necessario che questi rischi siano reali; in molti casi per ottenere l'eccitazione è sufficiente la semplice immaginazione di determinate situazioni create dalla fantasia o dai sogni. Tuttavia, ai fini di una classificazione clinica o patologica di parafilia, le manifestazioni di autassassinofilia non possono ricondursi a forme blande o generiche di masochismo, ma devono contenere anche una componente autodistruttiva.
La condizione parafiliaca opposta o complementare (quella sadica) è l'erotofonofilia o, con espressione inglese, il cosiddetto lust murder (la "libido di uccidere").